# Angelo Giustiniani
Angelo Giustiniani (1549 circa – 29 agosto 1600) è stato un vescovo cattolico italiano.

## Biografia
Membro della nobile famiglia genovese dei Giustiniani, era cugino del cardinale Vincenzo Giustiniani.
Conseguì la laurea in utroque iure. Il 14 maggio 1578 papa Gregorio XIII lo nominò vescovo di Bovino, all'età di 29 anni, concedendogli una dispensa per il difetto dell'età e della mancanza degli ordini sacri. Le rendite della diocesi furono ritenute dal cardinale Giustiniani, ad eccezione di 1000 fiorini a vantaggio del vescovo.
Durante il suo episcopato provvide all'applicazione dei decreti del Concilio di Trento. Nel 1579 compì la prima visita pastorale alla diocesi, e la condusse nuovamente nel 1592.
Morì il 29 agosto 1600 e fu sepolto nella cappella di San Marco, contigua alla cattedrale di Bovino.

## Successione apostolica
La successione apostolica è:
- Vescovo Giulio Giustiniani (1587)